# 国際連合東ティモール暫定行政機構
国際連合東ティモール暫定行政機構（こくさいれんごうひがしティモールざんていぎょうせいきこう United Nations Transitional Administration in East Timor,UNTAET）は東ティモールの独立支援を行なった国際連合平和維持活動。1999年10月25日に採択された国際連合安全保障理事会決議1272に基づき設立された。

## 概要
東ティモールはポルトガル領ティモールとしてポルトガルの植民地であった。1975年にインドネシアが侵攻し、その実効支配下にあったが、武力闘争を含む独立運動が続いていた。1999年5月5日にインドネシアとポルトガル間で東ティモール自治拡大に関する直接住民投票実施で合意し、これを受けて1999年6月11日に安保理決議1246が採択、国際連合東ティモール・ミッション(UNAMET)が設立された。UNAMETは1999年8月30日に独立の是非を問う住民投票を実施し、独立支持が多数の結果が得られた。しかし、この結果を不満とするインドネシア統合派民兵の活動が拡大、東ティモールの治安が悪化したため、UNAMETは一時撤退に至った。9月15日にオーストラリア軍を中心とする平和維持の多国籍軍(東ティモール国際軍、INTERFET)投入により治安は回復された。
国際連合は住民投票結果を受けて、東ティモール独立を支援する動きに入り、1999年10月25日に安保理決議1272を採択、UNAMETを改編・拡大し、国際連合東ティモール暫定行政機構(UNTAET)を設立した。UNTAETの任務は、治安維持や人道支援の実施、公共サービスおよび政府機構の設立支援などである。最大規模は兵員9,150名、文民警官1,640名ほかである。INTERFETは2000年2月にUNTAET傘下に移された。
UNTAETは東ティモールの暫定的な統治権を有し、東ティモール独立派幹部とともに政府機構設立作業にあたった。2002年5月20日に東ティモールは独立を宣言、UNTAETは任務を終了し、その後の支援は国際連合東ティモール支援団(UNMISET)に引き継がれた。